# Barbus ethiopicus
Barbus ethiopicus är en fiskart som beskrevs av Zolezzi, 1939. Barbus ethiopicus ingår i släktet Barbus och familjen karpfiskar. IUCN kategoriserar arten globalt som starkt hotad. Inga underarter finns listade.